# 二苯基三硫
二苯基三硫是一种有机化合物，化学式为C12H10S3。它可由苯硫酚和硫在正丙胺存在下于二氯甲烷中反应制得，反应会同时放出硫化氢气体。苯和二氯化二硫反应也能得到二苯基三硫，但其主产物为二苯基二硫。
它和三(二乙氨基)膦反应，可以得到二苯基二硫和三(二乙氨基)硫化磷。

## 拓展阅读
- Burmistrova, D. A.; Smolyaninov, I. V.; Berberova, N. T. . Russian Journal of Electrochemistry (Pleiades Publishing Ltd). 2020, 56 (4): 329–336. ISSN 1023-1935. doi:10.1134/s1023193520040035.